# Ващук Ігор Олександрович
І́гор Олекса́ндрович Ващу́к (нар. 19 червня 1994, м. Овруч, Житомирська область, Україна — пом. 26 червня 2014, с-ще Мирне, Слов'янський район, Донецька область, Україна) — український військовослужбовець, десантник, солдат Збройних сил України, навідник 95-ї окремої аеромобільної бригади.

## Життєпис
Народився 1994 року в місті Овруч на Житомирщині. 2009 року закінчив 9 класів загальноосвітньої школи № 4 Овруча, 2013 — Малинський лісотехнічний коледж у м. Малин.
З літа 2013 проходив військову службу за контрактом у десантних військах.
Солдат, навідник аеромобільно-десантного взводу 1-ї аеромобільно-десантної роти 1-го аеромобільно-десантного батальйону 95-ї окремої аеромобільної бригади, в/ч А0281, м. Житомир.
У зв'язку з російською збройною агресією проти України з березня 2014 ніс службу на блокпостах у Херсонській області на адміністративному кордоні з окупованим російськими військами Кримом. З квітня 2014 виконував завдання на території проведення антитерористичної операції на сході України, зокрема, в районі Слов'янська. З травня по червень перебував на горі Карачун, а з початку червня, у складі ротно-тактичної групи 95-ї бригади, — на блокпосту № 1.

## Обставини загибелі
26 червня 2014, в часі оголошеного «перемир'я», російські терористи вчинили масований — із застосуванням танків та мінометів — штурм блокпоста № 1, що був розташований на північно-західній околиці Слов'янська в районі водойми Рибгоспу — поблизу селища Мирне. Бойовики почали обстріл з боку дамби і дороги, після чого пішли на штурм. У перші хвилини бою було підбито два БТРа десантників 95-ї бригади. В ході бою, солдат Ващук до останнього вів вогонь по противнику з великокаліберного кулемета КПВТ, доки в його БТР-80 не поцілив ворожий танк. Снарядом знесло башту, Ігор Ващук загинув на місці. Боєць 2-го резервного батальйону Нацгвардії Артур Гулик, який намагався врятувати десантника, дістав важке поранення від вибуху снаряда, від якого помер. У бою загинули десантники сержант Андрій Коган і старший солдат Максим Добрянський, які намагались зупинити танк противника вогнем з ПТРК «Фагот», ще п'ятеро бійців зазнали поранень. Один з трьох танків бойовиків нацгвардійці знищили з РПГ. Під натиском переважаючих сил противника оборонцям довелось відступити за наказом, але вже наступного дня контроль над блокпостом було повернуто.
Похований 2 липня на кладовищі села Велика Хайча Овруцького району. Вдома лишилися батьки і сестра.

## Нагороди та звання
Указом Президента України № 651/2014 від 14 серпня 2014, «за особисту мужність і героїзм, виявлені у захисті державного суверенітету та територіальної цілісності України», нагороджений орденом «За мужність» III ступеня (посмертно).
Рішенням 17-ї сесії Овруцької міської ради VII скликання від 25 серпня 2016 року № 487 Ващуку Ігорю Олександровичу присвоєно звання «Почесний громадянин міста Овруча» (посмертно).
Нагороджений недержавною медаллю «За визволення Слов'янська» (посмертно).

## Вшанування пам'яті
17 вересня 2014 в Овручі на стіні будівлі ЗОШ № 4 (вулиця Князя Олега, 11) встановлено меморіальну дошку випускнику школи Ігорю Ващуку.
На місці 1-го блокпоста біля с-ща Мирне відкрито меморіальний знак на честь загиблих під час бою 26 червня 2014 року.